# Umbiéxio
Unbihéxio, também chamado de Eka-plutônio ou simplesmente elemento 126, é um elemento químico hipotético com número atômico 126 e símbolo temporário Ubh. Unbihéxio e Ubh são o nome e o símbolo sistemáticos temporários da IUPAC, até que um nome permanente seja decidido. Na tabela periódica dos elementos, espera-se ser um elemento do novo bloco g, um metal de transição interna e o oitavo elemento no oitavo período da Tabela Periódica.

## Características
Unbihéxio ainda não foi sintetizado, embora haja tentativas para sua obtenção em laboratórios de física nuclear. O elemento é previsto para ser um metal muito reativo, e bastante estável em relação a outros elementos superpesados. Físicos nucleares preveem que haja uma ilha de estabilidade em torno dos elementos químicos de número atômico entre 120 e 128, o que inclui o Ubh, de número atômico 126. Os elementos desta ilha de estabilidade seriam muito mais estáveis do que os elementos em seu entorno, com uma meia-vida bem maior. Estes elementos não sofreriam fissão nuclear espontânea, porém sofreriam decaimento alfa. Isto permitiria que o elemento tenha uma meia-vida suficientemente longa para ser submetido a experimentos, de forma que este elemento desperta grande interesse na comunidade científica.
Unbihéxio será o sexto elemento do (até agora inédito) bloco g da tabela periódica, um grupo de elementos cujos elétrons mais energéticos encontram-se no subnível g. Nenhum elemento conhecido possui elétrons neste subnível, o que torna seu comportamento químico e físico inéditos, despertando também um grande interesse científico. O elemento também estará incluído na nova Série dos Superactinídeos, elementos em que os elétrons de diferenciação estarão localizados no subnível 5g e 6f. Esta série se iniciará no elemento 121 e terminará provavelmente no elemento 154.

## Tentativas de Síntese
A primeira e única tentativa de sintetizar o unbihéxio, que no entanto não teve êxito, foi realizada em 1971 no CERN por René Bimbot e John M. Alexander usando a reação de fusão nuclear a quente:
{\displaystyle \,_{90}^{232}\mathrm {Th} +\,_{36}^{84}\mathrm {Kr} \to \,_{126}^{316}\mathrm {Ubh} ^{*}\to {\mbox{nenhum átomo}}}
Uma partícula alfa de alta energia foi observada e tomada como possível evidência para a síntese do unbihéxio. Pesquisas recentes, no entanto, sugerem que isso é altamente improvável, pois a sensibilidade das experiências realizadas em 1971 teria sido várias ordens de grandeza mais baixas de acordo com a compreensão atual.

## Propriedades previstas
|                     | 121       | 122       | 123   | 124   | 125            | 126                | 132 | 142         | 143    | 144                        | 145   | 146 | 148   | 153 | 154   | 155    | 156 | 157 |
| ------------------- | --------- | --------- | ----- | ----- | -------------- | ------------------ | --- | ----------- | ------ | -------------------------- | ----- | --- | ----- | --- | ----- | ------ | --- | --- |
| Composto            | UbuX3     | UbbX4     | UbtX5 | UbqX6 | UbpX6 UbpO2+ 2 | UbhF 6 UbhO4       |     | UqbX4 UqbX6 | UqtF6  | UqqX6 UqqO2+ 2 UqqF8 UqqO4 | UqpF6 |     | UqoO6 |     |       |        |     |     |
| Análogos            | LaX3 AcX3 | CeX4 ThX4 |       |       | NpO2+ 2        |                    |     | ThF4        |        | UF6 UO2+ 2 PuF8 PuO4       |       |     | UO6   |     |       |        |     |     |
| Estados de oxidação | +3        | +4        | +5    | +6    | +6             | +1, +2, +4, +6, +8 | +6  | +4, +6      | +6, +8 | +3, +4, +5, +6, +8         | +6    | +8  | +12   | +3  | 0, +2 | +3, +5 | +2  | +3  |
Nos primeiras superactinídeos, as energias de ligação dos elétrons adicionados são previstas para serem suficientemente pequenas de modo que estes elementos possam perder todos os seus elétrons de valência; Por exemplo, o unbihéxio (elemento 126) poderia facilmente formar um estado de oxidação +8 estável, e podem ser possíveis estados de oxidação ainda mais elevados para os próximos elementos.  O Unbihéxio também está previsto para exibir vários outros estados de oxidação: cálculos recentes têm sugerido que um monofluoreto estável UbhF pode ser possível, resultante de uma interação de ligação entre o orbital 5g no unbihéxio e o orbitário 2p do flúor. Outros estados de oxidação previstos incluem +2, +4 e +6, sendo que o estado +4 é esperado ser o estado de oxidação mais usual do unbihéxio. O elemento deve ser capaz de formar o tetróxido UbhO
4
 e os hexahaletos UbhF
6
 e UbhCl
6
 , este último com uma energia de dissociação de ligação bastante forte de 2,68 eV. Os cálculos sugerem que uma molécula diatômica de UbhF apresentará uma ligação entre o orbital 5g no unbihéxio e o orbital 2p no flúor, caracterizando assim o unbihéxio como um elemento cujos elétrons 5g devem participar ativamente da ligação.  A presença de elétrons em orbitais g, que não existem na configuração eletrônica do estado fundamental de qualquer elemento atualmente conhecido, deve permitir que os orbitais híbridos atualmente desconhecidos se formem e influenciem a química dos elementos superactinídeos de novas maneiras, embora a ausência de orbitais g em elementos conhecidos torna a sua química mais difícil de se prever.

O unbihéxio poderá apresentar algumas propriedades químicas similares às do elemento plutônio, uma vez que está situado imediatamente abaixo dele na tabela periódica, e espera-se que haja semelhanças substanciais na química de muitos de seus possíveis compostos, com o íon Ubh4+
, por exemplo , provavelmente sendo quimicamente similar ao íon Pu4+
. Os complexos também podem ser semelhantes. Esta possível semelhança com a química do plutônio pode ser uma forma de detectar ou mesmo purificar unbihéxio caso ele eventualmente seja produzido, pois os mesmos reagentes usados na extração do plutônio poderiam ser empregados em sua purificação.